# Selden (Kansas)
Selden es una ciudad ubicada en el condado de Sheridan en el estado estadounidense de Kansas. En el año 2010 tenía una población de 219 habitantes y una densidad poblacional de 273,75 personas por km².

## Geografía
Selden se encuentra ubicada en las coordenadas 39°32′28″N 100°34′1″O / 39.54111, -100.56694 (39.541194, -100.567064).

## Demografía
Según la Oficina del Censo en 2000 los ingresos medios por hogar en la localidad eran de $28,750 y los ingresos medios por familia eran $37,500. Los hombres tenían unos ingresos medios de $20,417 frente a los $16,250 para las mujeres. La renta per cápita para la localidad era de $17,137. Alrededor del 10.0% de la población estaban por debajo del umbral de pobreza.